# Liste der Biografien/Uw
Liste der Biografien |
Portal Biografien |
Personensuche
# |
A |
B |
C |
D |
E |
F |
G |
H |
I |
J |
K |
L |
M |
N |
O |
P |
Q |
R |
S |
T |
U |
V |
W |
X |
Y |
Z |
?
 
Ua |
Ub |
Uc |
Ud |
Ue |
Uf |
Ug |
Uh |
Ui |
Uj |
Uk |
Ul |
Um |
Un |
Uo |
Up |
Uq |
Ur |
Us |
Ut |
Uu |
Uv |
Uw |
Ux |
Uy |
Uz
Die Liste der Biografien führt alle Personen auf, die in der deutschsprachigen Wikipedia einen Artikel haben. Dieses ist eine Teilliste mit 29 Einträgen von Personen, deren Namen mit den Buchstaben „Uw“ beginnt.

## Uw

### Uwa
- Uwabe, Yasuaki (1964–2012), japanischer Architekt und Attentäter
- Uwais al-Qaranī, Zeitgenosse des Propheten Muhammad und erster Sufi
- Uwais, Danish (* 1997), singapurischer Fußballspieler
- Uwais, Iko (* 1983), indonesischer Schauspieler, Stuntman und Martial-arts-DarstellerIko Uwais (* 1983)

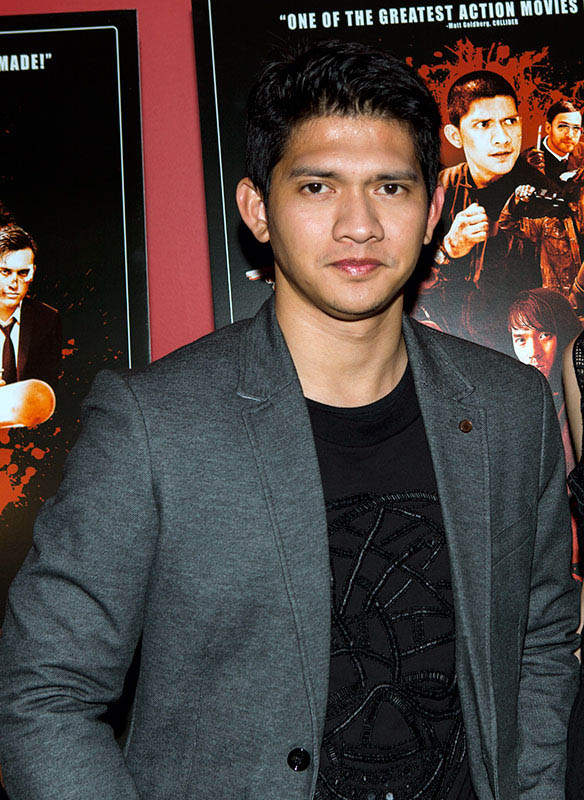
Iko Uwais (* 1983)

- Uwak, Cynthia (* 1986), nigerianische Fußballspielerin
- Uwamahoro, Elsie (* 1988), burundische Schwimmerin
- Uwamariya, Valentine (* 1971), ruandische Politikerin
- Uwamwezi, Nadege (* 1993), ruandische Schauspielerin und Sängerin
- Uwano, Minami (* 1991), japanische Radsportlerin
- Uwarawa, Tazzjana (* 1985), belarussische Tennisspielerin
- Uwarow, Alexander Nikolajewitsch (1922–1994), russischer Eishockeyspieler
- Uwarow, Alexander Wiktorowitsch (* 1960), sowjetisch-israelischer Fußballspieler
- Uwarow, Alexei Sergejewitsch (1825–1885), russischer Archäologe
- Uwarow, Fjodor Petrowitsch (1769–1824), russischer General
- Uwarow, Pawel Anatoljewitsch (* 1967), sowjetischer und russischer Badmintonspieler
- Uwarow, Sergei Semjonowitsch (1786–1855), russischer Politiker und Literaturwissenschaftler
- Uwarow, Wladimir Wassiljewitsch (1899–1977), russisch-sowjetischer Maschinenbauingenieur und Hochschullehrer
- Uwarowa, Praskowja Sergejewna (1840–1924), russische Amateur-Archäologin
- Uwazuruike, Ralph, nigerianischer Separatistenführer

### Uwe
- Uwe, Andrew (* 1967), nigerianischer Fußballspieler und -trainer
- Uwechue, Raphaël Chukwu (1935–2014), nigerianischer Diplomat
- Uwelius, Jörg (* 1967), deutscher Fußballspieler
- Uwer, Thomas (* 1970), deutscher Jurist und Journalist

### Uwi
- Uwihoreye, Tufaha (* 1996), ruandische Degenfechterin
- Uwikunda, Samuel (* 1987), ruandischer Fußballschiedsrichter
- Uwilingiyimana, Agathe (1953–1994), ruandische Politikerin
- Uwilingiyimana, Juvénal (* 1951), ruandischer Politiker und Handelsminister von Ruanda
- Uwimana, Consolée, ruandische Politikerin
- Uwini († 1896), Häuptlingspriester der Makalaka in Simbabwe